# Zakaria Hadraf
Zakaria Hadraf (El Jadida, 24 september 1990) is een Marokkaanse voetballer die bij voorkeur als aanvaller speelt. In januari 2020 verruilde hij Damac FC voor RSB Berkane.

## Interlandcarrière
Hadraf maakte op 9 oktober 2014 zijn debuut voor het Marokkaans voetbalelftal, in een gewonnen wedstrijd tegen het Centraal-Afrikaans voetbalelftal. Buiten de nationale A-selectie, kwam hij ook uit voor het lokale elftal van Marokko, en het olympisch elftal.

## Erelijst
| Competitie           | Winnaar         | Winnaar               |                 |
| Competitie           | Aantal          | Jaren                 |                 |
| Difaa El Jadida      | Difaa El Jadida | Difaa El Jadida       | Difaa El Jadida |
| -------------------- | --------------- | --------------------- | --------------- |
| Coupe du Trône       | 1x              | 2015                  |                 |
| Botola Maroc Telecom | 1x              | Vice-kampioen 2016/17 |                 |

| Competitie      | Winnaar         | Winnaar         |
| Competitie      | Aantal          | Jaren           |
| Raja Casablanca | Raja Casablanca | Raja Casablanca |
| --------------- | --------------- | --------------- |
| Coupe du Trône  | 1x              | 2017            |